# Oliver Stefánsson
Oliver Stefánsson, född 3 augusti 2002, är en isländsk fotbollsspelare som spelar för Breiðablik. Oliver Stefánsson är son till IFK Norrköpings-legendaren Stefan Thordarsson. Bodde i Norrköping under 4 år som barn, då fadern var aktiv spelare i klubben.